# Mimosa albida
Mimosa albida es una especie de arbusto en la familia de las Fabaceae. 

## Descripción
Son arbustos erectos, trepadores o decumbentes, que alcanzan un tamaño de hasta 4 m de alto, las ramas son estriadas, híspidas a estrigosas y puberulentas, rara vez glabras, con aguijones infraestipulares y dispuestos irregularmente en los entrenudos. Pinnas 1 par; folíolos 2 pares, el inferior e interno reducido o ausente, oblicuamente elípticos a ovados u obovados, 20–80 mm de largo y 10–40 mm de ancho, ápice agudo a mucronulado, margen setoso, estrigosos y puberulentos por lo menos en el envés; pecíolos espinosos a inermes, estípulas lanceoladas a subuladas, pubescentes. Cabezuelas globosas a subglobosas, axilares y en ramas racemiformes o paniculiformes, brácteas 1/3 de la longitud de la corola o tan largas como ésta; cáliz campanulado, 1/8–1/5 de la longitud de la corola, glabro, margen ciliado a fimbriado; corola 4 (5)-lobada, pubescente o estrigosa, rosada; estambres 4 (5). Fruto oblongo, 1.5–3.5 cm de largo y 4–8 mm de ancho, con 1–6 artículos, ápice apiculado a cuspidado, valvas y margen estrigosos o puberulentos, sésil a estipitado; semillas lenticulares, 3.5–4.3 mm de largo, 3–3.6 mm de ancho y 1.5–1.7 mm de grueso, la testa lisa, café-rojiza, la línea fisural 1/2 de la longitud de la semilla.

## Distribución

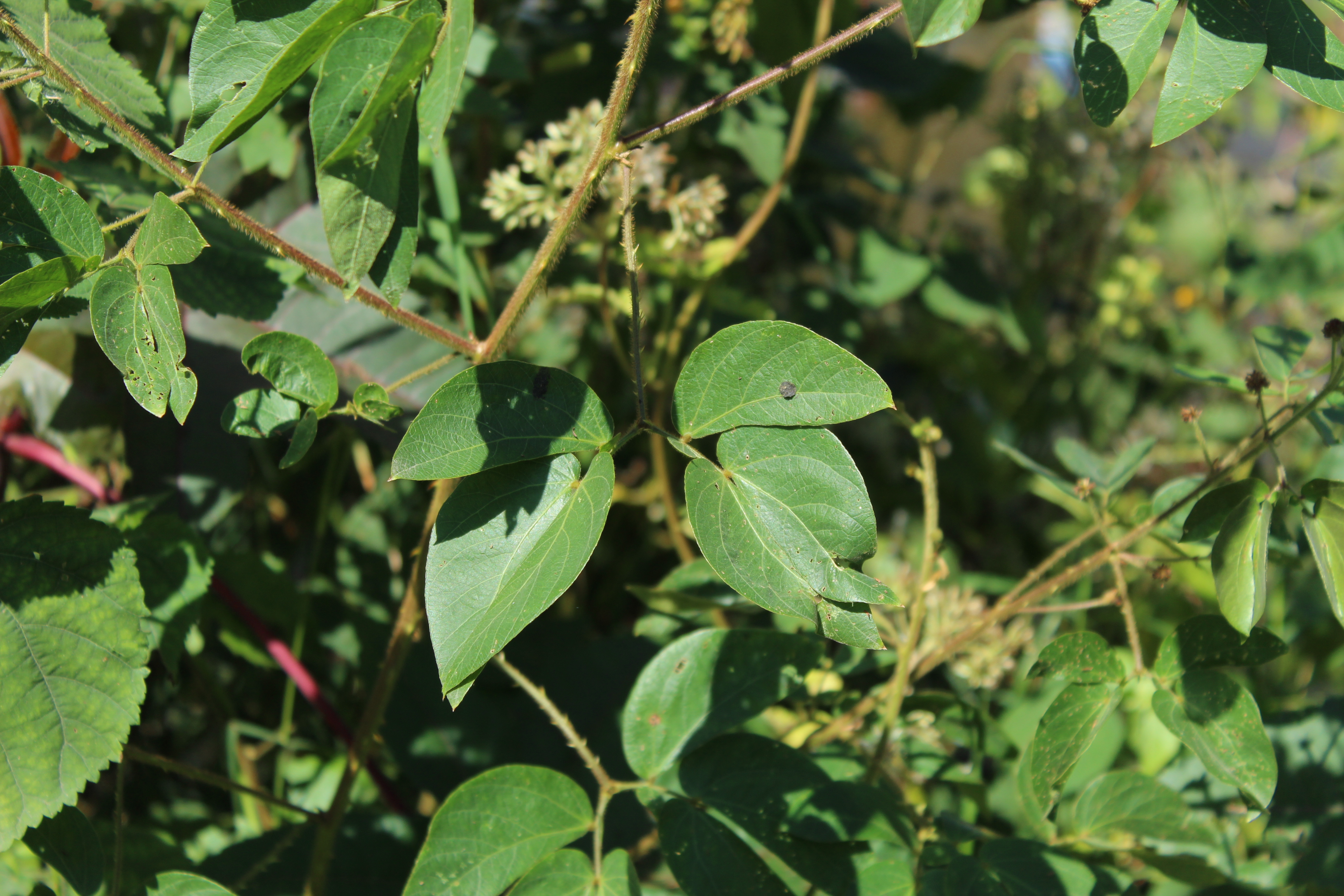
Foto de las hojas de Mimosa albida

Maleza muy común distribuida desde México hasta Brasil, Perú y Bolivia. Una especie polimórfica representada en Nicaragua por 3 de las 8 variedades conocidas. 

## Taxonomía
Mimosa albida fue descrita por Carl Ludwig Willdenow  y publicado en Species Plantarum. Editio quarta 4(2): 1030. 1806.
Etimología
Mimosa: nombre genérico derivado del griego μιμος (mimos), que significa "imitador"
albida: epíteto latino que significa "de color blanco".
Variedades
- Mimosa albida var. glabrior B.L. Rob.
- Mimosa albida var. strigosa (Willd.) Robinson
- Mimosa albida var. willdenowii (Poir.) Rudd

Sinonimia
- Mimosa adhaerens Kunth
- Mimosa albida var. euryphylla Robinson
- Mimosa albida var. strigosa (Willd.) B.L. Rob.
- Mimosa manzanilloana Rose
- Mimosa racemosa Schltdl.
- Mimosa srigosa Willd.

var. glabrior B.L. Rob.
- Mimosa sesquijugata Donn. Sm.

var. strigosa (Willd.) B.L. Rob.
- Mimosa standleyi J.F.Macbr.
- Mimosa strigosa Willd.
- Mimosa williamsii Standl.

var. willdenowii (Poir.) Rudd
- Mimosa albida var. floribunda (Willd.) B.L. Rob.
- Mimosa floribunda Willd.
- Mimosa floribunda var. willdenowii (Poir.) DC.
- Mimosa willdenowii Poir.[4]